# Michael McKean
Michael John McKean (New York, 17 ottobre 1947) è un attore e musicista statunitense, divenuto famoso con le serie televisive Laverne & Shirley e Better Call Saul.
È anche cantante e chitarrista della band heavy metal fittizia Spinal Tap.

## Biografia
Dal 2015 al 2017 recita nel cast principale della serie televisiva Better Call Saul di AMC, interpretando Charles L. "Chuck" McGill.

## Vita privata
Nel 1970 sposa Susan Russell, da cui divorzia nel 1993. Hanno avuto due figli: Fletcher e Colin (morto nel 2012 a 36 anni per un'overdose di eroina).
Nel 1998 si fidanza con l'attrice Annette O'Toole, che sposa l'anno seguente.

## Filmografia parziale

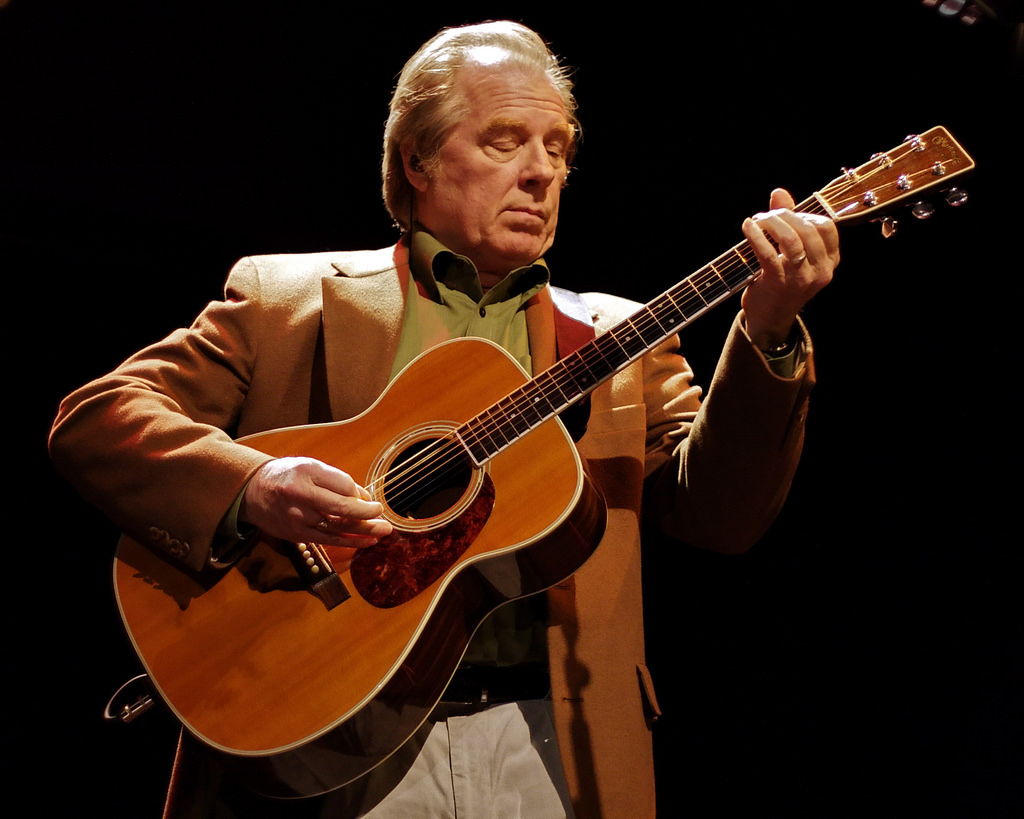
Michael McKean nel 2009

### Attore

#### Cinema
- Cracking Up, regia di Rowby Goren e Chuck Staley (1977)
- 1941 - Allarme a Hollywood (1941), regia di Steven Spielberg (1979)
- La fantastica sfida (Used Cars), regia di Robert Zemeckis (1980)
- L'ospedale più pazzo del mondo (Young Doctors in Love), regia di Garry Marshall (1982)
- Imps*, regia di Scott Mansfield (1983)
- This Is Spinal Tap, regia di Rob Reiner (1984)
- D.A.R.Y.L., regia di Simon Wincer (1985)
- Signori, il delitto è servito (Clue), regia di Jonathan Lynn (1985)
- Jumpin' Jack Flash, regia di Penny Marshall (1986) (non accreditato)
- La luce del giorno (Light of Day), regia di Paul Schrader (1987)
- Un biglietto in due (Planes, Trains and Automobiles), regia di John Hughes (1987)
- Corto circuito 2 (Short Circuit 2), regia di Kenneth Johnson (1988)
- Portrait of a White Marriage, regia di Harry Shearer (1988)
- Le ragazze della Terra sono facili (Earth Girls Are Easy), regia di Julien Temple (1989)
- Il grande regista (The Big Picture), regia di Christopher Guest (1989)
- L'intruso (Hider in the House), regia di Matthew Patrick (1989)
- Flashback, regia di Franco Amurri (1990)
- I ragazzi degli anni '50 (Book of Love), regia di Robert Shaye (1990)
- Cambio identità (True identity), regia di Charles Lane (1991)
- Avventure di un uomo invisibile (Memoirs of an Invisible Man), regia di John Carpenter (1992)
- Airheads - Una band da lanciare (Airheads), regia di Michael Lehmann (1994)
- Jack, regia di Francis Ford Coppola (1996)
- Operazione Gatto (That Darn Cat), regia di Bob Spiers (1997)
- Casper - Un fantasmagorico inizio (Casper: A Spirited Beginning), regia di Sean McNamara (1997)
- Fino a prova contraria (True Crime), regia di Clint Eastwood (1999)
- Mistery, Alaska, regia di Jay Roach (1999)
- Killing Mrs. Tingle, regia di Kevin Williamson (1999)
- Little Nicky - Un diavolo a Manhattan (Little Nicky), regia di Steven Brill (2000)
- La regola delle 100 miglia (100 Mile Rule), regia di Brent Huff (2002)
- Auto Focus, regia di Paul Schrader (2002)
- A Mighty Wind - Amici per la musica (A Mighty Wind), regia di Christopher Guest (2003)
- The Producers - Una gaia commedia neonazista (The Producers), regia di Susan Stroman (2005)
- Relative Strangers - Aiuto! sono arrivati i miei (Relative Strangers), regia di Greg Gilenna (2006)
- Joshua, regia di George Ratliff (2007)
- Basta che funzioni (Whatever Works), regia di Woody Allen (2009)
- The Words, regia di Brian Klugman e Lee Sternthal (2012)

#### Televisione
- Laverne & Shirley – serie TV, 149 episodi (1976-1983)
- More Than Friends – film TV (1978)
- Happy Days – serie TV, episodio 6x23 (1979)
- Goodtime Girls – serie TV, episodio 1x09 (1980)
- Likely Stories, Vol. 1 – film TV (1981)
- The Joe Franklin Show – serie TV, 1 episodio (1984)
- The Bounder – film TV (1984)
- George Burns Comedy Week – serie TV, episodio 1x13 (1985)
- Amore fermo posta – film TV (1986)
- Tall Tales & Legends – serie TV, 2 episodi (1986)
- The History of White People in America: Volume II – film TV (1986)
- Disneyland – serie TV, episodio 31x22 (1987)
- Daniel and the Towers – film TV (1987)
- A Father's Homecoming – film TV (1988)
- Grand – serie TV, 13 episodi (1990)
- The American Film Institute Presents: TV or Not TV? – film TV (1990)
- Il cane di papà (Empty Nest) – serie TV, episodio 3x06 (1990)
- La signora in giallo (Murder, She Wrote) – serie TV, episodio 7x07 (1990)
- Murder in High Places – film TV (1991)
- Morton & Hayes – serie TV, episodio 1x02 (1991)
- Dream On – serie TV, 25 episodi (1991-1996)
- La tata (The Nanny) – serie TV, 1 episodio (1995)
- Friends – serie TV, episodio 2x08 (1995)
- Star Trek: Voyager – serie TV, episodio 2x23 (1996)
- X-Files (The X-Files) – serie TV, 4 episodi (1998-2002)
- Law & Order - I due volti della giustizia (Law & Order) – serie TV, episodio 10x18-18x01 (2000, 2008)
- The Lone Gunmen – serie TV, 1 episodio (2001)
- Pancho Villa, la leggenda (And Starring Pancho Villa as Himself), regia di Bruce Beresford – film TV (2003)
- Alias – serie TV, 2 episodi (2005)
- Un anno senza Babbo Natale (The Year Without a Santa Claus), regia di Ron Underwood – film TV (2006)
- Smallville – serie TV, 3 episodi (2003-2011)
- Homeland – serie TV, 1 episodio (2011)
- Castle – serie TV, episodio 3x23 (2011)
- Law & Order: Unità vittime speciali (Laew & Order: Special Victims Unit) – serie TV, episodio 13x13 (2012)
- Family Tree – serie TV, 4 episodi (2013)
- Better Call Saul – serie TV, 33 episodi (2015-2022)
- The Good Place – serie TV, 1 episodio (2018)
- Good Omens – miniserie TV (2019)
- Breeders – serie TV, 5 episodi (2020)
- Grace and Frankie – serie TV, 6 episodi (2020-2022)
- Billions – serie TV, episodio 6x01 (2022)
- The Diplomat – serie TV, episodi 1x01-1x03-1x07 (2023)
- Dead Ringers - Inseparabili (Dead Ringers) – miniserie TV (2023)

### Doppiatore
- Mignolo e Prof. (Pinky and the Brain) – serie TV, 4 episodi (1996-1998)
- I Simpson (The Simpsons) – serie TV, 2 episodi (1992-1999)
- Il gobbo di Notre Dame II (The Hunchback of Notre Dame II), regia di Bradley Raymond (2000)
- Il dottor Dolittle 2 (Dr. Dolittle 2), regia di Steve Carr (2001)
- Batman: The Dark Knight Returns - Part 1, regia di Jay Oliva (2012)

## Doppiatori italiani
Nelle versioni in italiano delle opere in cui ha recitato, Michael McKean è stato doppiato da:
- Stefano De Sando in Law & Order - I due volti della giustizia (ep. 10x18), The Unit, Law & Order - Unità vittime speciali, Dead Ringers - Inseparabili
- Sergio Di Stefano in Corto circuito 2, Mystery, Alaska, Basta che funzioni
- Gianni Giuliano in The Words, Better Call Saul, The Diplomat
- Gino La Monica in Flashback, Signori, il delitto è servito
- Sergio Di Giulio in Jack, Killing Mrs. Tingle
- Oliviero Dinelli in Smallville (ep. 3x05), Breeders
- Luciano De Ambrosis in Auto Focus, Joshua
- Massimo Corvo ne Il grande regista, X-Files
- Dario Penne in Operazione Gatto, Castle
- Andrea Ward in La fantastica sfida
- Nino Prester in Friends
- Fabrizio Temperini in Law & Order - I due volti della giustizia (ep. 18x01)
- Piero Tiberi in Le ragazze della Terra sono facili
- Paolo Buglioni ne La luce del giorno
- Renato Cortesi in Alias
- Emilio Cappuccio in Boston Legal
- Giorgio Locuratolo in Dream On
- Paolo Lombardi in Pancho Villa, la leggenda
- Danilo De Girolamo ne I ragazzi irresistibili
- Toni Orlandi in Relative Strangers - Aiuto! Sono arrivati i miei
- Sandro Acerbo in Avventure di un uomo invisibile
- Saverio Moriones in A Mighty Wind - Amici per la musica
- Roberto Pedicini in La signora in giallo
- Silvio Anselmo in Cambio d'identità
- Maurizio Fardo in Airheads - Una band da lanciare
- Ennio Coltorti in Smallville (ep. 9x20, 10x21)
- Giuliano Santi in La regola delle 100 miglia
- Mario Cordova in D.A.R.Y.L.
- Wladimiro Grana in The Producers - Una gaia commedia neonazista
- Vladimiro Conti in Un anno senza Babbo Natale
- Massimo Gentile in Homeland - Caccia alla spia
- Marco Mete in The Good Place
- Luciano Roffi in Grace and Frankie
- Dario Oppido in Good Omens
- Rodolfo Bianchi in Billions
- Toni Garrani in Jerry e Marge giocano alla lotteria
- Stefano Oppedisano in The Diplomat (ep. 2x01)
- Antonio Angrisano in Killing Mrs. Tingle (ridoppiaggio)

Da doppiatore è sostituito da:
- Massimo Lodolo ne Il gobbo di Notre Dame II
- Marco Balzarotti in My Little Pony: una nuova generazione

## Riconoscimenti
- Premio Oscar
  - 2004 – Candidatura alla migliore canzone per A Mighty Wind - Amici per la musica